# Nesticus kyongkeomsanensis
Nesticus kyongkeomsanensis är en spindelart som beskrevs av Joon Namkung 2002. Nesticus kyongkeomsanensis ingår i släktet Nesticus och familjen grottspindlar. Inga underarter finns listade i Catalogue of Life.